# Кубяк
Кубя́к (рос. Кубяк, башк. Көбәк) — село у складі Буздяцького району Башкортостану, Росія. Входить до складу Тавларовської сільської ради.
Населення — 338 осіб (2010; 425 у 2002).
Національний склад:
- башкири — 62 %
- татари — 35 %